# 猫抚歪曲
《貓撫歪曲》是日本遊戲商WHITESOFT于2011年2月25日發售的戀愛冒險類型成人遊戲。2012年2月24日發售續作《貓撫歪曲Exodus》，以及2015年5月29日發售的《貓撫歪曲 戀愛現象的死胡同》。
標題“貓撫歪曲”意為撫摸貓出現的種種異象。

## 劇情
主角七枷樹的妹妹七枷琴子身患難治之癥，七枷一家為此訂立了特殊的規定。一家五口過著平凡而幸福的生活。一天，天空出現特大流星雨，七枷樹為了信守與妹妹的“如果那天夜裡有大量星星落下的話，無論如何請告訴我”的承諾而打破了這個規定，結果親眼目睹了瀕死的妹妹。七枷樹陷入“自己的行為與妹妹的死是否有關係”的自責而痛苦不已。琴子的死給家庭帶來了巨大衝擊，變得荒涼破敗，陷入破碎的邊緣。七枷樹被現實打垮，成了“什麼事情都無法做決定”的性格。
3年之後琴子的忌日，流星雨像三年前的那次。七枷樹回憶起了3年前的場景，像當時一樣打開了妹妹房間的門。結果發現了樣子每層改變的琴子在那兒等著他，家人也都變了樣，家養的貓咪也成了人形。七枷樹在這個發生了奇異變化的世界里開始了新的生活，新的家族關係就此展開。在這個重新獲得活力的家庭中，將會發生什麼樣的故事呢。

## 登場人物
七枷樹
本遊戲的主角，從前是一個快樂的少年，後因陷入自己的行為與妹妹的死是否有關係的自責而自我封閉，與家人沒有交流，不去學校，白天在公園與一直叫季斯摩的貓咪聊天。琴子歸來后，為新的家庭與生活而奔走，漸漸地開始思考自己自己必須面對的世界的問題。
七枷結衣（聲優：白波凛瑚））
樹的姐姐，性格冷漠嚴厲，愛對主角發號施令。夜晚一個人在外晃蕩，撿破銅爛鐵回來裝飾在房間裡。不喜歡季斯摩，討厭不確定的事物。真身是具有使熵減小之力量的麥克斯韋妖。3年前，由於琴子的死而對這個存在終結的世界的厭惡，成為持有抓住“歪曲”之力，否定終結的惡魔而顯現的存在。結衣自己所說的“此處的結衣”指這種存在，而“彼處的結衣”則指原本的結衣。她能實現把熵降為零的狀態，賦予生命和物體永恆的“形”。“實驗”上，具有無機物的意味。3年前，聲明要和主角永遠在一起，遭到大人的嚴厲斥責，性格變得乖僻。世界變化之前，嫌惡無所事事的主角，並且對父母反抗。此外，努力希望给主角生孩子，这个孩子作為代替因與主角親熱而死去的妹妹而存在。
七枷式子（聲優：涼森ちさと））
主角以及琴子和結衣的母親。世界變化后變成了年幼蘿莉的樣子，從容貌到日常舉止絲毫不像孩子的母親。身邊不管發生什麼都輕飄飄地微笑著的溫柔母親。酷愛養植物，臥室幾乎成了熱帶雨林。得到了像維持長青森林那樣的力量。25年前因其父的死而乞求死亡沒有悲傷（死亡不是終結）的世界，具有替換不幸的力量。認為作為母親的意義是使家族延續，把終結（存在的斷絕）變為連接新的開始，使家族延綿不息。“實驗”上，具有有機物的意味。
七枷季斯摩（聲優：佐藤しずく））
琴子患病逝世時、樹在公園撿到的猫。主角無法接受妹妹的死亡，渴望尋得妹妹的轉生時在公園撿到。此後一直由主角照顧，世界變化前對於主角來說是唯一認可的家人。世界變化后成為了一個穿女僕裝的少女，但是心性仍然停留在貓的狀態，讓主角大為苦惱。
由於長期傾聽主角的煩惱，主角的願望在貓咪心中累積，以世界發生歪曲的樣子實現。女僕的設定則與“沒有血緣關係的家人”契合。原本作為“不規則”（Irregular）的存在，理解了“語言”而成為了“人類”，和主角一樣作為“觀察者”而成長。
柚（聲優：夏野冰））
七枷家的鄰居、與主角青梅竹馬。很早以前就喜歡著主角，為了讓頹廢的主角振作起來而努力。把突然變化的主角一家當成敵人而計劃逃脫。具有想當然地認為自己正確而不僅考慮否認對方的缺點。
七枷琴子（聲優：佐本二厘））
三年前患病而死的主角的妹妹。喜歡玩遊戲和看難懂的書。富有知識的樣子，性格冷靜，在主角面前則表現出與年齡相稱的豐富表情。因為患病，看起來搖搖欲墜的樣子，因此，自己在家中的日子一点点减少，在大家意图观测自己时回到他们身边。“實驗”上有作為量子而存在的含義。

## 主題曲
片頭曲：「Bullshit!! Hard problem!!」
演唱：Outer（I've)　作詞：KOTOKO　作曲：高瀨一矢　編曲：高瀨一矢、尾崎武士
片尾曲：「永遠〜小さな光〜」
演唱：詩月香織　作詞：詩月香織　作曲、編曲：井内舞子

## 外部連結
- PC版官方網站WHITESOFT（日語）
- App版官方網站 （页面存档备份，存于）萌えAPP（日語）